# Saussurea krylovii
Saussurea krylovii là một loài thực vật có hoa trong họ Cúc. Loài này được Schischk. & Serg. miêu tả khoa học đầu tiên năm 1944.